# Sebastián Ayala
Jhoan Sebastián Ayala Sanabria (Floridablanca, 14 settembre 1995) è un calciatore colombiano, centrocampista dell'Atlético Huila.

## Caratteristiche tecniche
Gioca come centrocampista centrale.

## Carriera

### Club
Ha giocato nella prima divisione dei campionati colombiano, portoghese e guatemalteco.

### Nazionale
Ha partecipato ai Mondiali Under-20 del 2015.

## Palmarès

### Club

#### Competizioni nazionali
- Campionato colombiano: 1

Millonarios: 2017-II
- Súper Liga: 1

Millonarios: 2018
- Categoría Primera B: 1

Patriotas Boyacá: 2023